# Videokamera
 Der er for få eller ingen kildehenvisninger i denne artikel, hvilket er et problem. Du kan hjælpe ved at angive troværdige kilder til de påstande, som fremføres i artiklen.

Et videokamera er et elektronisk, bærbart kamera til optagelse af levende billeder, stillbilleder samt lyd.
Tidligere var denne type kameraer baseret på analog teknologi, mens digitale videokameraer er mest fremherskende nu.
Videokameraer bliver ofte betegnet efter måden, de opbevarer filmoplysningerne på: VHS, Betamax og Video8 er eksempler på gamle, videobånd-baserede optagere, der optager video analogt. Nyere optagere benytter Digital8, miniDV, Dvd, harddisk og flashhukommelse – alle på digital platform.
Optagelser fra digitale videokameraer kan overføres til computer, hvor de under anvendelse af dertil indrettet software kan redigeres til færdig film.
- Wikimedia Commons har flere filer relateret til Videokamera

| Lyd og billede | Spire Denne artikel om billed- og lydteknologi er en spire som bør udbygges. Du er velkommen til at hjælpe Wikipedia ved at udvide den. |